# Bandera de Irlanda del Norte

Bandera no oficial usada por el gobierno de Irlanda del Norte (1924-1953). También conocida como estandarte del Úlster.

Bandera no oficial usada por el gobierno de Irlanda del Norte (1953-1972).

La bandera oficial de Irlanda del Norte es la propia del Reino Unido, conocida como Union Jack. La antigua bandera de Irlanda del Norte (en inglés, Ulster Banner; en gaélico, Meirge Uladh) fue una enseña heráldica tomada del antiguo escudo de armas de Irlanda del Norte usada como bandera del Gobierno de Irlanda del Norte hasta la abolición del mismo en 1972. También fue considerada bandera de la nación constitutiva de Irlanda del Norte hasta esa fecha. Es conocida también como bandera (o vieja bandera) de Stormont o bandera de la mano roja del Úlster, ya que los lealistas usan Úlster como un nombre alternativo para Irlanda del Norte, y Stormont Estate, una propiedad gubernamental en Belfast, como sinónimo del Gobierno de la nación.

## Origen y diseño

Armas del desaparecido Gobierno de Irlanda del Norte, 1924-1972

La bandera fue diseñada en Dublín por Neville-Rodwell, rey de armas del Úlster, entre 1923 y 1924. Estaba inspirada en la bandera tradicional del Úlster, con la mano roja del Úlster (en gaélico, Lámh Dhearg Uladh) en el centro y la cruz roja de la Casa de Burke. La corona imperial  representaba la lealtad del país al (o la) monarca del Reino Unido. De manera intencional, la mano roja fue colocada dentro en una estrella de seis puntas, en lugar de un escudo, para representar los seis condados de Irlanda del Norte.

## Cruz de san Patricio

Bandera con la variante de la cruz de San Patricio, usada informalmente por el Gobierno británico.

La variante con la cruz de san Patricio (St. Patrick's saltire en inglés), un aspa roja sobre campo blanco, se utilizó a partir de 1783 en la insignia de la Orden de San Patricio. Después del acta de la unión de 1800, se añadió el aspa a la antigua bandera del Reino de Gran Bretaña para representar a Irlanda en el nuevo Reino Unido de Gran Bretaña e Irlanda. A veces se usa informalmente para representar a Irlanda del Norte, especialmente por parte del Gobierno británico. En 1986, la política del Gobierno durante las visitas de Estado a Londres era izar las cruces de san Jorge, san Andrés y san Patricio, y el dragón galés.

## Uso actual
De acuerdo a la legislación vigente, la única bandera oficial de Irlanda del Norte es la británica, ya que no existe una propia de la nación, según la Ley Constituyente de 1979, ni hay ninguna bandera nacional extraoficial que sea aceptada por todos los habitantes de Irlanda del Norte. La bandera del Úlster, es decir la enseña de la mano roja, tiene fuertes conexiones con la comunidad protestante por lo cual su uso es visto como conflictivo.
Desde la desaparición del Gobierno de Irlanda del Norte en 1972, los unionistas han seguido utilizando la bandera en cualquiera de sus variantes incluso hasta 2004, cuando el Ayuntamiento de Belfast encargó un estudio al respecto, el cual confirmó su uso en al menos tres distritos: Ards, Carrickfergus y Castlereagh.
La bandera del Úlster se utiliza para representar a Irlanda del Norte en los Juegos de la Mancomunidad, en el PGA Tour y por la selección de fútbol de Irlanda del Norte. En las últimas Copas Mundiales de Rugby, la Selección de rugby de Irlanda, que representa a toda la isla, ha jugado bajo dos banderas, la bandera nacional irlandesa y la  bandera oficial de la Unión de Rugby Fútbol de Irlanda, en lugar de una bandera que represente a Irlanda del Norte.